# Stängel-Blattschneiderbiene
Die Stängel-Blattschneiderbiene (Megachile genalis, Syn.: Megachile buyssoni) ist eine Art aus der Gattung Megachile (Blattschneider- und Mörtelbienen) aus der Ordnung der Hautflügler.

## Merkmale
Die recht großen Weibchen sind vor allem gelblich braun behaart. Die Tergite hinten sind dunkel behaart, mit helleren Endbinden an den Tergitenden. Die Bauchbürste ist leuchtend rot, das Gesicht hell behaart. Sie haben zwei Cubitalzellen. Der Basitarsus der Hinterbeine ist schmal. Die Mandibeln sind an der Basis bucklig aufgetrieben.

## Verbreitung
Megachile genalis ist zwar sehr weit verbreitet, aber stets sehr selten. Sie ist aus fast ganz Europa, der Türkei und Asien bis China nachgewiesen.
In Deutschland ist sie in den meisten Bundesländern nachgewiesen, nicht jedoch in Schleswig-Holstein und Mecklenburg-Vorpommern, aus Hessen und Sachsen gibt es nur historische Nachweise. Aus Österreich und der Schweiz gibt es nur vereinzelte Nachweise. In Bayern wurde sie vor kurzem in einem Siedlungsgebiet gefunden (kleiner Park in München), im Botanischen Garten München-Nymphenburg und im Botanischen Garten der Universität Regensburg. Ansonsten gelten Trockenrasen, Brach- und Ruderalflächen als Lebensraum.
Die Art gilt als vom Aussterben bedroht.

## Lebensweise

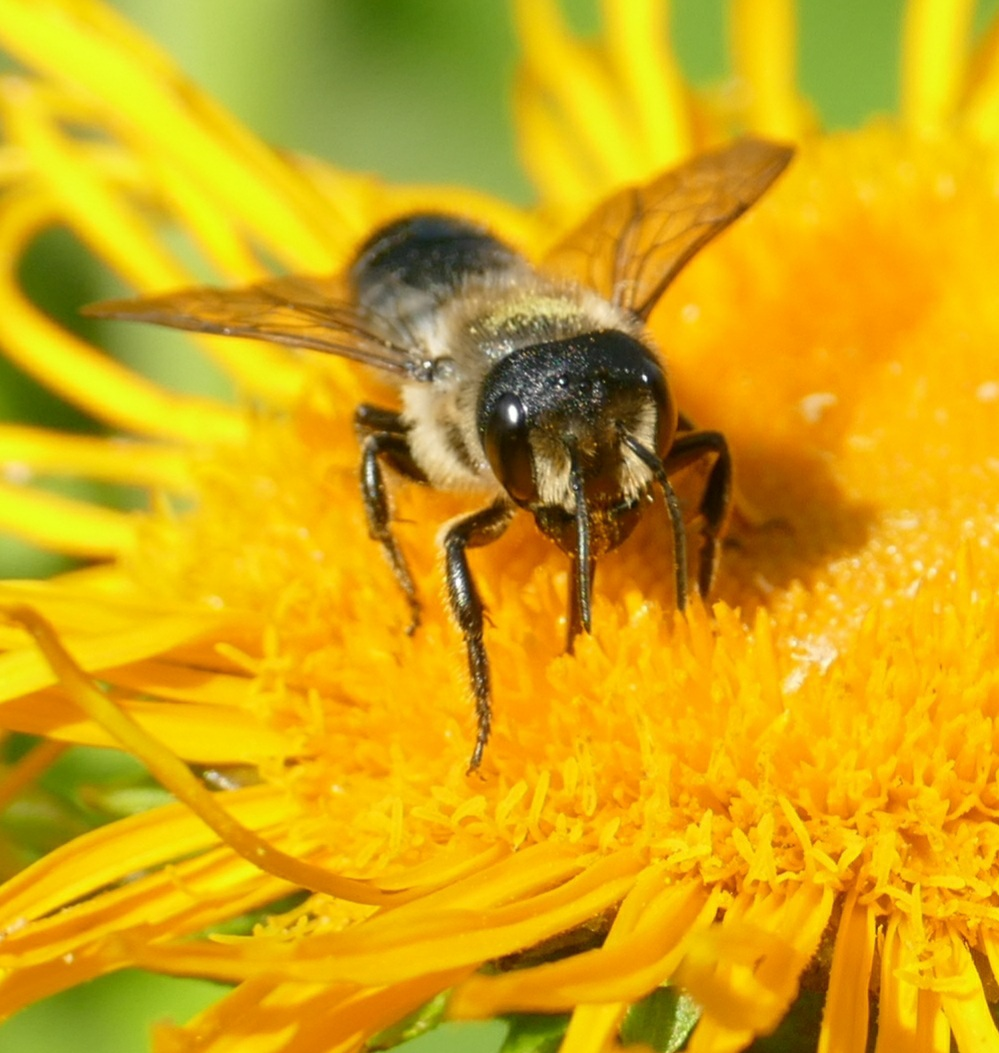
Stängel-Blattschneiderbiene von vorne

Die Stängel-Blattschneiderbiene ist univoltin, das heißt, sie hat eine Generation im Jahr, sie fliegt von Juni bis September.
Die Weibchen benötigen zum Nestbau einen hohlen oder markhaltigen Stängel, zum Beispiel von Küchen-Zwiebeln, Königskerzen oder Krausen Disteln. Meist wird in die Stängelwand eine 6 bis 8 mm weite Öffnung genagt, die als Eingang für das Nest dient. Die Nester können dann nach oben oder nach unten ausgerichtet sein, sie bestehen aus übereinander liegenden Brutzellen, die mit Blattstücken von Himbeeren oder Birnen ausgekleidet werden. Die Brutzellen werden mit Pollen und Nektar verproviantiert, in einem Stängel sind bis zu 9 Zellen. Es ist nicht ganz klar, welche Blüten besucht werden, nach Westrich vorwiegend Asteraceae.

## Schutz
Da die Stängel-Blattschneiderbiene sehr selten und vom Aussterben bedroht ist, ist es wichtig sie besonders zu fördern. Weil sie zum Nestbau trockene Stängel benötigt, ist wichtig, dass man dicke, markhaltige Stängel von Disteln, Karden oder Königskerzen stehen lässt. Die Stängel müssen mindestens drei Jahre lang stehen bleiben, da die Bienen sie erst im zweiten Jahr für den Nestbau nutzen können und die Larven dann ein weiteres Jahr für ihre Entwicklung brauchen.